# Tirà formiguer meridional
El tirà formiguer meridional (Corythopis delalandi) és una espècie d'ocell de la família Tyrannidae. És una de les dues espècies del gènere Corythopis.
Es troba en el sud del Brasil i en el Pantanal del Paraguai, Bolívia i Brasil; també habita el nord-est de l'Argentina. Habita les selves tropicals i subtropicals.